# دقيقة كبريتية معزولة أحادية الخلية
دقيقة كبريتية معزولة أحادية الخلية (الاسم العلمي: Thiomonas islandica) هي نوع من البكتيريا، سلبية الغرام، تتبع جنس الدقائق كبريتية أحادية الخلية.